# Noldo submontanus
Noldo submontanus är en urinsektsart som beskrevs av Andrzej Szeptycki 1988. Noldo submontanus ingår i släktet Noldo och familjen lönntrevfotingar. Inga underarter finns listade i Catalogue of Life.